# Andrea Bettiga
Andrea Bettiga (* 19. März 1960 in Glarus, heimatberechtigt in Trin) ist ein Schweizer Politiker (FDP).
Bettiga ist Doktor der Veterinärmedizin. Von 1984 bis 1988 arbeitete er als Tierarzt, danach für verschiedene Pharmaunternehmen. Er wurde am 20. April 2008 in den Regierungsrat des Kantons Glarus gewählt. Zuvor war er seit 2007 Mitglied des Glarner Landrates. 2010–12 war er der Landesstatthalter und 2012–14 der Landammann. Bettiga, der 1999–2001 ein Nachdiplomstudium der Wirtschaft mit dem Schwerpunkt Marketing absolvierte, gehört einigen Verwaltungsräten an, darunter denjenigen der Kraftwerke Linth-Limmern, des Autobetriebs Sernftal und der Braunwaldbahn. Der Vater von drei Kindern ist verheiratet und wohnt in Ennenda.